# Nienstedter Beeke
Die Nienstedter Beeke ist ein etwa 11 km langer Bach im niedersächsischen Landkreis Diepholz, der zum Flusssystem der Weser gehört. Der rechte Nebenfluss des Klosterbaches fließt ausschließlich auf dem Gebiet der Stadt Bassum. 
Die Nienstedter Beeke hat ihre Quelle in Staatshausen nördlich des Naturschutzgebiets Pastorendiek. Sie fließt zunächst in westlicher Richtung und dann in nördlicher Richtung durch die Orte Nienstedt (Bassum), Pannstedt (einem Ortsteil von Apelstedt) und Schorlingborstel. Südlich des Stadtzentrums von Bassum mündet sie in den Klosterbach. Kurz vor der Einmündung nimmt sie noch die Schorlingborsteler Beeke und die Eschenhäuser Beeke auf.